# Le Capitole (Uzès)
Pour les articles homonymes, voir Capitole (homonymie).
 (juin 2011).
Si vous disposez d'ouvrages ou d'articles de référence ou si vous connaissez des sites web de qualité traitant du thème abordé ici, merci de compléter l'article en donnant les références utiles à sa vérifiabilité et en les liant à la section « Notes et références ».
Le Cinéma le Capitole est une salle de cinéma de type « Art et Essai » située à Uzès, dans le département français du Gard. Le cinéma a ouvert ses portes en décembre 1911 et n'a jamais fermé depuis, ce qui en fait l'un des plus vieux cinéma français encore en activité. 

## Histoire
Léonce Pascal, alors maire d'Uzès et PDG du Grand Marché à Paris, est à l'origine de cette naissance précoce. Après la Seconde Guerre mondiale, le Capitole est repris par la famille Declerck. Le fils succède au père, jusqu'à la reprise du cinéma en 2007 par Michèle Berrebi, femme d'affaires possédant et gérant alors trois restaurants parisiens. Elle se sépare de deux de ses restaurants pour se consacrer exclusivement au Capitole.
Effectivement, lors du départ à la retraite du couple Declerck, le Capitole était menacé de fermeture. Des manifestations de 600 personnes ont eu lieu, ainsi que la création d'une association pour « sauver le cinéma », exprimant ainsi l'attachement des Uzégeois et des Uzétiens à ce lieu tout particulier.
Le Capitole est pourvu de 3 salles, soit plus de 550 places. Il est équipé de matériel numérique depuis février 2011.

## Programmation et activités
Le Capitole se démarque par l'organisation de nombreux évènements organisés, dont la venue de réalisateurs; Ont ainsi été invités Mehdi Charef pour son film Cartouches gauloises en 2007, Carmen Castillo pour Santa Fe en 2008, Mathias Gokalp pour Rien de personnel en 2009, Théo Angelopoulos pour La Poussière du temps en 2010, JR en 2011 à l'occasion de la sortir de Women are heroes), d'acteurs (Emmanuelle Riva à l'occasion d'une reprojection d'Hiroshima mon amour, Nicolas Duvauchelle et Jean-Baptiste Lafarge pour Les Yeux de sa Mère en 2011...). 
Le Capitole organise également des conférences et des soirées-débats (plusieurs interventions d'Éric Rouleau, journaliste, ex-ambassadeur, spécialiste du Moyen-Orient et mari de Michèle Berrebi ; Noam Chomsky le 15 juin 2011...), retransmission en direct du Metropolitan Opera de New York et du Théâtre du Bolchoï à Moscou, ainsi que des soirées spéciales en partenariat avec le Festival d'accordéon de Saint-Quentin-la-Poterie, le Festival international du Conte en Uzège, le Festival de la Danse Contemporaine, la médiathèque d'Uzège, et d'autres associations telles qu'ATTAC.
Le Capitole est soutenu depuis de nombreuses années par la mairie d’Uzès et le Conseil général du Gard. Le Centre National de la Cinématographie le subventionne en raison de sa mention « Art et Essai ».